# ヘブロン駅
ヘブロン駅 （英:  Hebron Station）は、 A-トレイン 通勤列車 の駅。